# 24
 Тази статия е за 24-тата година от новата ера.  За числото 24 вижте 24 (число).  За други значения вижте 24 (пояснение).
24 (двадесет и четвърта) година е високосна година, започваща в събота по юлианския календар.

## Събития

### В Римската империя
- Единайсета година от принципата на Тиберий Юлий Цезар Август (14 – 37 г.).
- Консули на Римската империя са Сервий Корнелий Цетег и Луций Виселий Варон.
- Суфектконсули стават Гай Калпурний Авиола и Публий Корнелий Лентул Сципион.
- Такфаринат е окончателно победен от проконсула на провинция Африка Публий Корнелий Долабела и убит.[1]
- В района на Брундизий е разкрита подготовката на робски бунт с водач Тит Куртизий. Бунтът е осуетен с бързи арести и екзекуции.[2]

## Починали
- Страбон, древногръцки историк и философ (роден 64 г. пр.н.е.)
- Луций Калпурний Пизон Авгур, римски политик и сенатор
- Марк Плавций Силван, римски политик и претор през тази година
- Гай Силий Авъл Цецина Ларг, римски политик и сенатор
- Такфаринат, нумидийски вожд на берберите, бунтовник против римската зависимост